# Anemone assisbrasiliana
Anemone assisbrasiliana là một loài thực vật có hoa trong họ Mao lương. Loài này được Kuhlm. & Porto mô tả khoa học đầu tiên năm 1933.